# Grand Prix automobile de Saint-Marin 1985
Résultats du Grand Prix de Saint-Marin de Formule 1 1985 qui eut lieu 5 mai 1985 au circuit Enzo e Dino Ferrari à Imola, en Italie.

## Classement
| Pos. | No | Pilote             | Écurie                 | Tours | Temps/Abandon                      | Grille | Points |
| ---- | -- | ------------------ | ---------------------- | ----- | ---------------------------------- | ------ | ------ |
| Dsq. | 2  | Alain Prost        | McLaren-TAG            | 60    | Disqualifié                        | 6      |        |
| 1    | 11 | Elio De Angelis    | Lotus-Renault          | 60    | 1 h 34 min 35 s 955 (191,799 km/h) | 3      | 9      |
| 2    | 18 | Thierry Boutsen    | Arrows-BMW             | 59    | + 1 tour                           | 5      | 6      |
| 3    | 15 | Patrick Tambay     | Renault                | 59    | + 1 tour                           | 11     | 4      |
| 4    | 1  | Niki Lauda         | McLaren-TAG            | 59    | + 1 tour                           | 8      | 3      |
| 5    | 5  | Nigel Mansell      | Williams-Honda         | 58    | + 2 tours                          | 7      | 2      |
| 6    | 28 | Stefan Johansson   | Ferrari                | 57    | Panne d'essence                    | 15     | 1      |
| 7    | 12 | Ayrton Senna       | Lotus-Renault          | 57    | Panne d'essence                    | 1      |        |
| 8    | 7  | Nelson Piquet      | Brabham-BMW            | 57    | Panne d'essence                    | 9      |        |
| 9    | 3  | Martin Brundle     | Tyrrell-Ford           | 56    | + 4 tours                          | 25     |        |
| 10   | 16 | Derek Warwick      | Renault                | 56    | + 4 tours                          | 14     |        |
| Abd. | 23 | Eddie Cheever      | Alfa Romeo             | 50    | Moteur                             | 12     |        |
| Nc.  | 24 | Piercarlo Ghinzani | Osella-Alfa Romeo      | 46    | Non classé                         | 22     |        |
| Abd. | 27 | Michele Alboreto   | Ferrari                | 29    | Alternateur                        | 4      |        |
| Abd. | 9  | Manfred Winkelhock | RAM-Hart               | 27    | Moteur                             | 23     |        |
| Abd. | 10 | Philippe Alliot    | RAM-Hart               | 24    | Fuite d'huile                      | 21     |        |
| Abd. | 6  | Keke Rosberg       | Williams-Honda         | 23    | Accélérateur                       | 2      |        |
| Abd. | 26 | Jacques Laffite    | Ligier-Renault         | 22    | Moteur                             | 16     |        |
| Abd. | 29 | Pierluigi Martini  | Minardi-Motori Moderni | 14    | Turbo                              | 19     |        |
| Abd. | 25 | Andrea De Cesaris  | Ligier-Renault         | 11    | Accident                           | 13     |        |
| Abd. | 21 | Mauro Baldi        | Spirit-Hart            | 9     | Panne électrique                   | 26     |        |
| Abd. | 8  | François Hesnault  | Brabham-BMW            | 5     | Moteur                             | 20     |        |
| Abd. | 4  | Stefan Bellof      | Tyrrell-Ford           | 5     | Soupape                            | 24     |        |
| Abd. | 17 | Gerhard Berger     | Arrows-BMW             | 4     | Allumage                           | 10     |        |
| Abd. | 22 | Riccardo Patrese   | Alfa Romeo             | 4     | Turbo                              | 18     |        |
| Np.  | 30 | Jonathan Palmer    | Zakspeed               |       | Moteur                             | 17     |        |

## Pole position et record du tour
- Pole position : Ayrton Senna en 1 min 27 s 327 (vitesse moyenne : 207,771 km/h).
- Meilleur tour en course : Michele Alboreto en 1 min 30 s 961 au 29e tour (vitesse moyenne : 199,470 km/h).

## Tours en tête
- Ayrton Senna : 56 (1-56)
- Stefan Johansson : 1 (57)
- Alain Prost : 3 (58-60)

## À noter
- 2e et dernière victoire pour Elio De Angelis.
- 74e victoire pour Lotus en tant que constructeur.
- 17e victoire pour Renault en tant que motoriste.
- 1er podium pour Thierry Boutsen.
- 11e et dernier podium pour Patrick Tambay.
- Dernier Grand Prix de l'écurie Spirit Racing.
- Alain Prost a franchi la ligne en première position avec 38 s 837 d'avance sur Elio De Angelis mais est disqualifié parce que sa monoplace présente un poids non réglementaire sur la balance.